# 451 Пацієнція
451 Пацієнція (451 Patientia) — астероїд головного поясу, відкритий 4 грудня 1899 року Огюстом Шарлуа у Ніцці.
Тіссеранів параметр щодо Юпітера — 3,176.